# Michael Strigel
Michael Strigel (* um 1445 in Memmingen; † um 1519 ebenda) war ein deutscher Kunstmaler.

## Leben und Wirken
Michael Strigel wurde in der oberschwäbischen Stadt Memmingen geboren. Über sein Leben ist nicht viel bekannt, jedoch malte er in der Werkstatt Ivo Strigels, der möglicherweise sein Onkel war, Fresken und Bilder für Kirchen und Klöster in der Region Oberschwaben und dem Allgäu. Seine Arbeiten sind künstlerisch aus der Memminger Schule selbst nicht fassbar. Aufgrund seiner Zugehörigkeit zu dieser muss er jedoch ein begabter Maler seiner Zeit gewesen sein.

## Werke
Fresken in der Frauenkirche zu Memmingen.